# Indigofera franchetii
Indigofera franchetii är en ärtväxtart som beskrevs av X.F.Gao och Brian David Schrire. Indigofera franchetii ingår i släktet indigosläktet, och familjen ärtväxter. Inga underarter finns listade i Catalogue of Life.